# Cinara bonica
Cinara bonica är en insektsart som beskrevs av Hottes 1956. Cinara bonica ingår i släktet Cinara och familjen långrörsbladlöss. Inga underarter finns listade i Catalogue of Life.